# Palácio Tōgū
O Palácio Tōgū ([東宮, tōgū, significando Palácio Leste] Erro: {{japonês}}: o texto tem marcação itálica (ajuda)) é a residência oficial de Akihito, atual imperador emérito do Japão, e de sua esposa Michiko a imperatriz emérita do Japão. A propriedade está situada nos terrenos de Akasaka, Tóquio.
Antigamente chamado de Palácio Ōmiya, serviu como residência da Imperatriz Teimei até a sua morte, em 1951. Até então, o príncipe-herdeiro do Trono do Crisântemo morava no palácio, mas com a abdicação este seria um lugar mais ideal para residir o imperador emérito, o restante da família imperial mora no mesmo terreno de Akasaka, como o Príncipe  Herdeiro Akishino, o Príncipe Mikasa, o Príncipe Tomohito de Mikasa e a Princesa Takamado.
O administrador do palácio, responsável por sua organização e manutenção, é chamado de tōgūjijū (東宮侍従) e trabalha para a Agência da Casa Imperial.